# Falusi Mariann

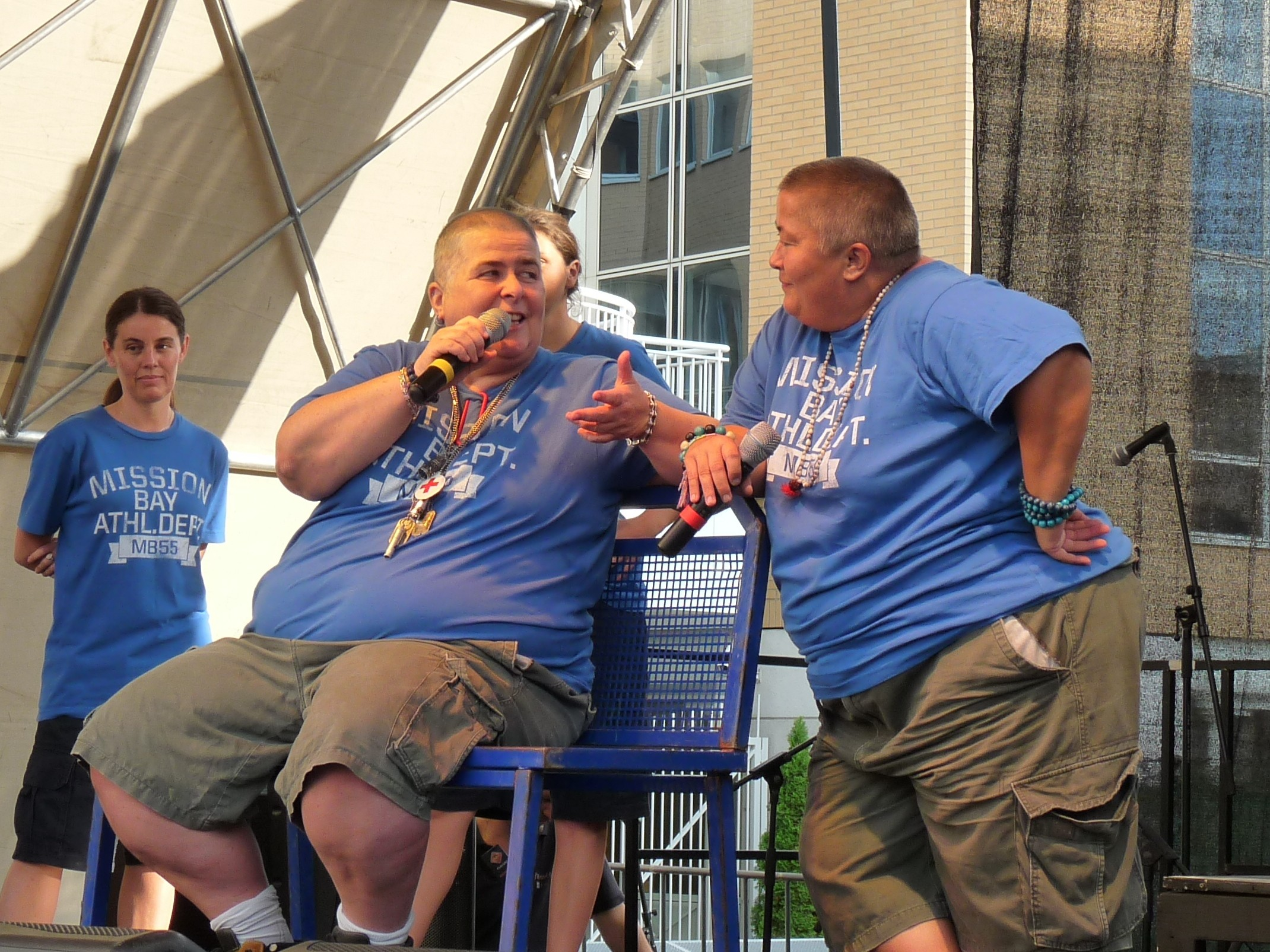
Balra: Lang Györgyi

Falusi Mariann (született: Falussy Mariann) (Barcs, 1959. április 22. –) Artisjus-díjas magyar énekesnő, rádiós- és televíziós műsorvezető, színésznő, a Pa-Dö-Dő együttes tagja.

## Életpályája
Falussy István és Horváth Irén gyermekeként született.
1977–1980 között elvégezte a Konzervatóriumot. 1979–1983 között a Zeneművészeti Főiskola tanárképző szakán tanult.
1983-ban a Ki mit tud? győztese lett dzsesszénekes kategóriában. 1983–1985 között a Stúdium Dixieland szólóénekese volt. 1985-ben Kubában fesztiválgyőztes lett. 1985–1988 között a Vígszínházban szerepelt. 1986-ban Mongóliában lett fesztiválgyőztes.
1988-ban a Pa-dö-dő duó alapító tagja volt, amely zenésztársa, Lang Györgyi halálával 2023-ban oszlott fel. Játszott Szegeden, Diósgyőrben, Szolnokon. 1988-tól szabadúszó. 2007-ben a Csillag születik című tehetségkutató műsor zsűritagja volt. 2008-ban szerepelt a Celeb vagyok, ments ki innen! című valóságshow-ban. 2010 óta Lang Györgyivel minden szerdán népszerű beszélgetős műsort vezet a Klubrádióban, Ötös címmel. 2011-ben A nagy duett című műsorban szerepelt, 2012-ben pedig a Megasztár egyik zsűritagja lett. Folyamatosan koncertezik szólóban is.
2020-ban az Álarcos énekesben a Béka jelmezét öltötte magára.

## Filmjei
- Laura (1986)
- Eldorádó (1989)
- Családi kör (1990)
- Angyalbőrben (1990–1991)
- Ámbár tanár úr (1998)

## Színházi szerepei
Menopauza 
| Darab                                             | Szerep                                        | Színház                         | Bemutató             | Forrás |
| ------------------------------------------------- | --------------------------------------------- | ------------------------------- | -------------------- | ------ |
| Amerikai komédia                                  | Edith Soupault, ezotéria mániás „hangmasszőr” | Budapesti Operettszínház        | 2014. március 21.    |        |
| A mosoly országa                                  | Fini, fiatal lány                             | Szegedi Szabadtéri Játékok      | 1989. augusztus 4.   | [ 1 ]  |
| Az óriáscsecsemő                                  | Újszülött/2. Újszülött                        | Budapest Bábszínház             | 2002. november 3.    | [ 2 ]  |
| Dr. Bubó                                          | Ursula                                        | Papp László Budapest Sportaréna | 2007. június 14.     | [ 3 ]  |
| Gőzben                                            | Violet                                        | Budapesti Kamaraszínház         | 1994. december 19.   | [ 4 ]  |
| Mechanikus narancs                                | Suzy                                          | Budapesti Kamaraszínház         | 1991. november 14.   | [ 5 ]  |
| Muzsikus Péter új kalandja                        | Bőgő                                          | Ódry Színpad                    | 1991. december 5.    | [ 6 ]  |
| Olivér                                            | Nancy, Bill tartozéka                         | Szegedi Nemzeti Színház         | 1988. november 4.    | [ 7 ]  |
| Ulpius dalszínház, avagy mit ér az Antal ha Szerb | N/A                                           | Uránia Nemzeti Filmszínház      | 2012. augusztus 30.  | [ 8 ]  |
| Rémségek kicsiny boltja                           | Ronette                                       | Vígszínház                      | 1985. szeptember 11. | [ 9 ]  |
| Vízkereszt, vagy amit akartok                     | Sebastian, fiatal nemes, Viola bátyja         | Szigligeti Színház              | 1996. február 2.     | [ 10 ] |

## PA-DÖ-DŐ albumok
- Pa-Dö-Dő I. (1989)
- Kiabálj! (1990)
- Pa-Dö-Dő (1989–1991) (1992)
- Tessék dudálni (1992)
- Szép az élet, és én is szép vagyok (1994)
- Einstand (1995)
- Kérem a következőt! (1996)
- Nekünk nyolc (1997)
- 10 éves a PA-DÖ-DŐ – a Mari kettővel kevesebb (1998)
- Koncert 1999 (1999)
- Vi ár femili (2000)
- Egy kicsit bulizgatunk? (2001)
- Tuinvan. Marivan. Györgyivan. Közösvan (2002)
- Beszt Of PA-DÖ-DŐ: PDD 15 Jubileum (2003)
- Had' énekeljünk mi is az idén! (2003)
- Igen, mi az idén is csináltunk új lemezt... (2004)
- Nem volt egyszerű, csókoltatunk Mária (2005)
- Habár a hazai lemezeladás... (2006)
- Így 20 felett ránk fér egy kis Generál (2008)
- 20.bé (Nát fór szél) (2008)
- Csomagot kaptam (2009)
- Hozott anyagból (2011)
- Ajándék (2013)
- Digitális Kislemez (2013)
- PA-DÖ-DŐ (az első lemez dalai digitálisan újrakeverve, 2013)
- PA-DÖ-DŐ 2. – Kiabálj! (a második lemez dalai digitálisan újrakeverve, 2013)
- Fele Más (Az igazi besztof CD) (2014)
- Fele Más (Az igazi besztof – Döluksz digitális változat, 2014)
- Új lemez (Folyamatban) (2015)

## Szólóalbumai
- 13 dalunk – Presser Gáborral (2017)
- Amikor elmentél

## Díjai
- Ki Mit Tud?-on dzsesszénekes kategóriában győztes (1983)
- Kubában fesztiválgyőztes (1985)
- Mongóliában fesztiválgyőztes (1986)
- Aranyegér díj a Bye-bye Szása szövegéért (1991)
- Artisjus-díj (2011)
- Magyar Toleranciadíj (2015)[11]
- Radnóti Miklós antirasszista díj (2018)[12]
- Budapest XIII. kerület díszpolgára (2024)[13]